# David Aleman
David Aleman Cabero (Madrid, Madrid, España, 19 de enero de 1977) es un presentador, escritor, actor y exmodelo español.

## Biografía
Estudió en el Colegio Santa María del Pilar de Madrid y se diplomó en Relaciones laborales por la Facultad de Derecho de la Universidad Complutense de Madrid. También tiene estudios de Arte Dramático e Interpretación. Está casado con la periodista María Rodríguez-Vico desde 2003, con quien tiene dos hijas nacidas en 2009 y 2012.

## Trayectoria profesional
Jugó en las categorías inferiores del Rayo Vallecano de Madrid y recibió una oferta para jugar en el Elche Club de Fútbol, pero se decantó por la carrera de modelo. En 1998 obtuvo el título de Míster Madrid y fue primer finalista en Míster España 1998. Tras conseguir el título local, comienza una carrera en el mundo de la moda, participando en varios desfiles y campañas publicitarias mientras estudia Arte Dramático. A partir de ese año se inicia en la televisión y se distancia un poco del mundo del modelaje, dejándolo definitivamente en 2009.
Se decide a estudiar interpretación tras participar en un episodio de Turno de oficio: 10 años después en La 1 en 1996. Entre 1997 y 1998 interpreta a Roque en la telenovela Calle nueva también en La 1, abandonándola para formar parte de la serie juvenil de Telecinco, Al salir de clase donde interpretó a Bruno entre 1998 y el año 2000. 
Tras dejar la serie juvenil interviene en un episodio de la exitosa El comisario también de Telecinco. En 2001 interpreta a Jorge en varios episodios de la serie ¡Ala... Dina!, a la vez que interpreta a Damián en la comedia Academia de baile Gloria donde actúa junto a Lina Morgan, ambas series en La 1. 
En 2002 participa en la película Al empezar la semana de Carlos Cabero, un año después, el mismo director cuenta con él para Te cuidaré siempre. En ese mismo año, comienza su andanza en programas de televisión, siendo el cartero del programa Hay una carta para ti de Antena 3, donde se mantuvo hasta el fin del espacio en 2004. Aquí conocería a quien es su mujer, María. En 2004, Lina Morgan vuelve a contar con él para interpretar varios personajes en su serie de sketches, ¿Se puede? en La 1. 
En 2005 es seleccionado por Carles Vila para ser uno de los protagonista de la película El precio de una Miss. Durante 2005 y 2006 copresenta con Mar Saura las pruebas de exteriores del programa El show de los récords en Antena 3 y entre 2006 y 2007 vuelve a La 1 como uno de los protagonistas de la serie La dársena de poniente. 
Entre 2006 y 2009 presenta numerosos formatos relacionados con la prensa rosa en la cadena de televisión Telecorazón. 
En 2008, Carlos Cabero cuenta con él para Cuando me recuerdes, además de interpretar a Ernesto Davi en la serie Lalola en Antena 3. Al año siguiente y en la misma cadena, es reportero en el concurso de telerrealidad Rico al instante. 
En 2010 interviene en Armando (o la buena vecindad) y es fichado por Marca TV para ponerse al frente de varios de sus espacios deportivos como Marca Rec que presentó con Lara Álvarez o Marca Center con Alba Lago. Tras tres años en Marca TV, en 2013 es fichado por Trece, donde comienza presentando con Nieves Herrero el magacín Hoy Nieves!. Durante un año presenta la sección deportiva del informativo Al Día.  
Tras cuatro años sin actuar, regresa en 2014 con el corto Aquellas tardes de verano de Carlos Cabero. En 2014, Trece le encarga la presentación de Detrás de la verdad hasta 2017. En 2017 ficha por Deluxe de Telecinco, para presentar la sección de sucesos y durante los veranos de 2017 y 2018, releva a Jorge Javier Vázquez junto a María Patiño. 
En septiembre de 2017, Telemadrid le ficha para presentar Tras la pista, programa de sucesos diario que compagina con su labor en el Deluxe en Telecinco. En 2018 presentó su novela Alas rotas, que narra la historia entre un matrimonio en el que ambos son presentadores de televisión. Algunas situaciones se basan en su historia real, aunque modificadas.
Tras cinco años sin actuar, en 2019 interviene en el corto Nunca fuimos ángeles de Carlos Cabero. Desde 2019 —con un paréntesis durante verano de 2019— colabora esporádicamente en Sálvame en Telecinco, cuando el programa trata información de sucesos. Durante el verano de ese mismo año abandona Mediaset España para fichar por Atresmedia, donde se convierte durante ese verano en copresentador de Espejo público en Antena 3, sustituyendo a Susanna Griso durante sus vacaciones junto con Lorena García y Gonzalo Bans. Al año siguiente, aparece en Los favoritos de Midas de Netflix interpretando a un presentador de radio.
Entre junio de 2021 y mayo de 2022 es colaborador de Todo es verdad en Cuatro; desde 2021 hasta 2023 es colaborador de Ya es mediodía y entre noviembre de 2021 y julio de 2022 desarrolló idéntica función en el programa Ya son las ocho en Telecinco. Durante el verano de 2022 es colaborador de Ya es verano en Telecinco.
En 2023 ficha por Distrito TV para presentar el programa diario Sucesos y los semanales Camino al éxito y América en directo. Ese mismo año se hace cargo del programa de sucesos Código 10 en Cuatro con Nacho Abad.
Compagina su actividad en televisión con sus negocios. Tiene una empresa de cáterin, otra de limpieza, una central de compras y otra de compraventa de coches.

## Trayectoria televisiva
| Año           | Título                           | Cadena      | Notas                                           |
| ------------- | -------------------------------- | ----------- | ----------------------------------------------- |
| 1996          | Turno de oficio: 10 años después | La 1        | Como actor. En el papel de David                |
| 1997-1998     | Calle nueva                      | La 1        | Como actor. En el papel de Roque                |
| 1998-2000     | Al salir de clase                | Telecinco   | Como actor. En el papel de Bruno                |
| 1999, 2001    | Furor                            | Antena 3    | Como concursante                                |
| 2000          | El comisario                     | Telecinco   | Como actor                                      |
| 2001          | ¡Ala... Dina!                    | La 1        | Como actor. En el papel de Jorge                |
| 2001          | Academia de baile Gloria         | La 1        | Como actor. En el papel de Damián               |
| 2002          | Al empezar la semana             | —           | Cortometraje                                    |
| 2002-2004     | Hay una carta para ti            | Antena 3    | Como reportero                                  |
| 2004          | ¿Se puede?                       | La 1        | Como actor                                      |
| 2004          | Te cuidaré siempre               | —           | Cortometraje                                    |
| 2005          | El precio de una Miss            | Telemadrid  | Película para televisión                        |
| 2005-2006     | El show de los récords           | Antena 3    | Como copresentador                              |
| 2006-2007     | La dársena de poniente           | La 1        | Como actor                                      |
| 2008          | Lalola                           | Antena 3    | Como actor. En el papel de Ernesto Davi         |
| 2008          | Cuando me recuerdes              | —           | Cortometraje                                    |
| 2009          | Rico al instante                 | Antena 3    | Como reportero                                  |
| 2010          | Armando (o la buena vecindad)    | —           | Cortometraje. En el papel de Lucas              |
| 2010-2013     | Marca Rec                        | Marca TV    | Como copresentador                              |
| 2010-2013     | Marca Center                     | Marca TV    | Como copresentador                              |
| 2013-2014     | Hoy Nieves!                      | Trece       | Como copresentador                              |
| 2014          | Aquellas tardes de verano        | —           | Cortometraje                                    |
| 2014          | Al Día                           | Trece       | Como presentador del bloque de deportes         |
| 2014-2017     | Detrás de la verdad              | Trece       | Como copresentador                              |
| 2017-2019     | Deluxe                           | Telecinco   | Como copresentador y panelista                  |
| 2017-2018     | Tras la pista                    | Telemadrid  | Como presentador                                |
| 2019          | Nunca fuimos ángeles             | —           | Cortometraje. En el papel de Pablo              |
| 2019-2023     | Sálvame                          | Telecinco   | Como colaborador de la crónica de sucesos       |
| 2020          | Los favoritos de Midas           | Netflix     | Como actor. En el papel de presentador de radio |
| 2021-2023     | Ya es mediodía                   | Telecinco   | Como colaborador de actualidad                  |
| 2021-2022     | Todo es verdad                   | Cuatro      | Como colaborador                                |
| 2021-2022     | Ya son las ocho                  | Telecinco   | Como colaborador de actualidad                  |
| 2022          | Ya es verano                     | Telecinco   | Como colaborador de actualidad                  |
| 2023          | Sucesos                          | Distrito TV | Como presentador                                |
| 2023          | Camino al éxito                  | Distrito TV | Como presentador                                |
| 2023          | América en directo               | Distrito TV | Como presentador                                |
| 2023-presente | Código 10                        | Cuatro      | Como presentador                                |